# ناحیه ونپرت، شهرستان بیور، پنسیلوانیا
ناحیه ونپرت، شهرستان بیور، پنسیلوانیا (به انگلیسی: Vanport Township, Beaver County, Pennsylvania) یک سکونتگاه مسکونی در ایالات متحده آمریکا است که در Beaver County واقع شده‌است.

## خصوصیات
ناحیه ونپرت ۳٫۱ کیلومترمربع مساحت و ۱٬۳۲۱ نفر جمعیت دارد.